# Новая Каменка (Львовская область)
Новая Каменка (укр. Нова Кам'янка) — село в Рава-Русской городской общине Львовского района Львовской области Украины.
Население по переписи 2001 года составляло 262 человека. Занимает площадь 24,906 км². Почтовый индекс — 80330. Телефонный код — 3252.